# Jean-Joseph-Stanislas-Albert Damas-Hinard
Jean Joseph Stanislas Albert Damas Hinard (Madrid, 1805 - Neuilly-sur-Seine, 1891), hispanista francés.
Nacido en España, se distinguió aun muy joven como hispanista, destacando en especial sus traducciones al francés con introducción y notas de obras clásicas; por ejemplo, la bilingüe del Cantar de Mio Cid, el Romancero general de Agustín Durán, el Quijote (1847) y parte del teatro de Lope de Vega con el título «Arte nuevo de hacer comedias: La belle aux yeux d'or, La découverte du Nouveau Monde, Le meilleur alcalde est le roi», Chefs d'oeuvre du théâtre espagnol: Traduction de dix drames, avec introduction et notes par Damas Hinard: Notices sur la vie et les ouvrages de Lope (París: Gosselin, 1842); ya había traducido en 1835 A secreto agravio secreta venganza, de Pedro Calderón de la Barca. Desde 1848 fue bibliotecario del Louvre.